# Орєхов Володимир Михайлович
Володимир Михайлович Орєхов (нар. 16 серпня 1904, Харків — пом. 17 листопада 1979, Київ) — український радянський архітектор, художник, доцент (1943), кандидат технічних наук (1957), начальник Головного управління у справах архітектури при Раді міністрів Української РСР. Член-кореспондент Академії архітектури УРСР, член-кореспондент Академії будівництва та архітектури УРСР (1958)

## Біографія

Могила Володимира Орєхова, Байкове кладовище

У 1929 році закінчив архітектурний факультет Харківського художнього інституту.
Член ВКП(б).
У 1934—1941 роках — викладач Харківського інституту інженерів комунального будівництва. Під час німецько-радянської війни перебував у евакуації.
У 1943—1945 роках — архітектор Харківського обласного архітектурного управління; викладач, доцент Харківського інституту інженерів комунального будівництва
У 1945 році переїхав до Києва, працював у архітектурному управлінні.
До вересня 1950 року — начальник Харківського обласного відділу у справах архітектури.
У вересні 1950 — грудні 1954 року — начальник Головного управління у справах архітектури при Раді міністрів Української РСР.
У 1954—1964 роках — доцент Київського інженерно-будівельного інституту.
На 1959 рік — начальник управління Держбуду Української РСР. Потім працював у архітектурно-проєктних організаціях у Києві.
Основні архітектурні проєкти (усі — в співавторстві):
- Будинок обласних організацій в Харкові (1949—1954),
- забудова центру села Моринці Черкаської області (1963),
- Державний музей народної архітектури та побуту УРСР у Києві (1970—1971),
- забудова лівого берега Дніпра в Дніпродзержинську (Кам'янському) (1970—1971).

Помер на 76-му році життя 17 листопада 1979 року. Похований разом з сином на Байковому кладовищі (ділянка № 33, 50°25′3.23″ пн. ш. 30°30′7.56″ сх. д. / 50.4175639° пн. ш. 30.5021000° сх. д.).

## Нагороди
- орден Червоної Зірки (28.08.1944)
- ордени
- медалі
- Заслужений будівельник УРСР (7.08.1965)
- Почесна грамота Президії Верховної Ради Української РСР (4.08.1964)